# Antigua és Barbuda a 2011-es úszó-világbajnokságon
Antigua és Barbuda a 2011-es úszó-világbajnokságon három versenyzővel vett részt.

## Úszás
Férfi
| Versenyző    | Esemény                        | Selejtező | Selejtező | Elődöntő          | Elődöntő          | Döntő             | Döntő             |
| Versenyző    | Esemény                        | Idő       | Helyezés  | Idő               | Helyezés          | Idő               | Helyezés          |
| ------------ | ------------------------------ | --------- | --------- | ----------------- | ----------------- | ----------------- | ----------------- |
| Jeffrey Orel | Férfi 50 méteres gyorsúszás    | 28.57     | 97        | Nem jutott tovább | Nem jutott tovább | Nem jutott tovább | Nem jutott tovább |
| Kyle Zreibe  | Férfi 100 méteres gyorsúszás   | 1:07.35   | 102       | Nem jutott tovább | Nem jutott tovább | Nem jutott tovább | Nem jutott tovább |
| Kyle Zreibe  | Férfi 50 méteres pillangóúszás | 36.25     | 54        | Nem jutott tovább | Nem jutott tovább | Nem jutott tovább | Nem jutott tovább |

Női
| Versenyző               | Esemény                      | Selejtező | Selejtező | Elődöntő          | Elődöntő          | Döntő             | Döntő             |
| Versenyző               | Esemény                      | Idő       | Helyezés  | Idő               | Helyezés          | Idő               | Helyezés          |
| ----------------------- | ---------------------------- | --------- | --------- | ----------------- | ----------------- | ----------------- | ----------------- |
| Karin O'Reilly Clashing | Női 50 méteres gyorsúszás    | 31.41     | 68        | Nem jutott tovább | Nem jutott tovább | Nem jutott tovább | Nem jutott tovább |
| Karin O'Reilly Clashing | Női 50 méteres pillangóúszás | 36.87     | 49        | Nem jutott tovább | Nem jutott tovább | Nem jutott tovább | Nem jutott tovább |